# Desdunes
Desdunes (em crioulo, Dedin), é uma comuna do Haiti, situada no departamento de Artibonite e no arrondissement de Dessalines.  De acordo com o censo de 2003, sua população total é de 20.263 habitantes.